# Liste der Gemeinden im Landkreis Ebersberg

Karte des Landkreises Ebersberg

Die Liste der Gemeinden im Landkreis Ebersberg gibt einen Überblick über die Verwaltungseinheiten des Landkreises. Es gibt 21 politische Gemeinden, von denen 12 eine eigene Verwaltung haben, und 2 Verwaltungsgemeinschaften.

## Legende
- Verwaltungseinheit: Name der Gemeinde und Angabe der Gemeindeart: Gemeinde (–), Markt (M), Stadt (St), Große Kreisstadt (GKSt) oder Name der Verwaltungsgemeinschaft. Einheitsgemeinden und Verwaltungsgemeinschaften sind fett gedruckt
- GT: Gemeindeteile der Gemeinde. Der Wiki-Link ist mit der Gemeindegliederung der jeweiligen Gemeinde verknüpft.
- VG: Zeigt ggf. an, ob eine Gemeinde zu einer Verwaltungsgemeinschaft gehört
- Karte: Zeigt die Lage der Gemeinde im Landkreis
- Fläche: Fläche der Stadt beziehungsweise Gemeinde, angegeben in Quadratkilometer
- Einwohner: Zahl der Menschen die in der Gemeinde beziehungsweise Stadt leben (Stand: 31. Dezember 2023[1])
- EW-Dichte: Angegeben ist die Einwohnerdichte, gerechnet auf die Fläche der Verwaltungseinheit, angegeben in Einwohner pro km2 (Stand: 31. Dezember 2023[2])
- Statistik: Link zur kommunalen Statistik des Bayerischen Landesamts für Statistik
- Website: Website der Gemeinde bzw. der Verwaltungsgemeinschaft

## Gemeinden
| Verwaltungseinheit             | Wappen                                  | GT | VG     | Karte                                                          | Fläche in km²   | Einwohner      | Einwohner je km² | Statistik | Website |
| ------------------------------ | --------------------------------------- | -- | ------ | -------------------------------------------------------------- | --------------- | -------------- | ---------------- | --------- | ------- |
| Landkreis Ebersberg            | Wappen des Landkreises Ebersberg        |    |        | Der Landkreis Ebersberg                                        | 549.4 (100 %)   | 147559 (100 %) | 269              | [ 3 ]     | [ 4 ]   |
| Verwaltungsgemeinschaft Aßling |                                         |    | Aßling | Lage der Verwaltungsgemeinschaft Aßling im Landkreis Ebersberg | 71.29 (13 %)    | 7713 (5.2 %)   | 108              |           | [ 5 ]   |
| Verwaltungsgemeinschaft Glonn  |                                         |    | Glonn  | Lage der Verwaltungsgemeinschaft Glonn im Landkreis Ebersberg  | 127.63 (23.2 %) | 14617 (9.9 %)  | 115              |           | [ 6 ]   |
| Anzing                         | Wappen der Gemeinde Anzing              | 19 |        | Lage der Gemeinde Anzing im Landkreis Ebersberg                | 16.18 (2.9 %)   | 4475 (3 %)     | 277              | [ 7 ]     | [ 8 ]   |
| Aßling                         | Wappen der Gemeinde Aßling              | 36 | Aßling | Lage der Gemeinde Aßling im Landkreis Ebersberg                | 31.37 (5.7 %)   | 4631 (3.1 %)   | 148              | [ 9 ]     | [ 10 ]  |
| Baiern                         | Wappen der Gemeinde Baiern              | 32 | Glonn  | Lage der Gemeinde Baiern im Landkreis Ebersberg                | 19.97 (3.6 %)   | 1531 (1 %)     | 77               | [ 11 ]    | [ 12 ]  |
| Bruck                          | Wappen der Gemeinde Bruck               | 18 | Glonn  | Lage der Gemeinde Bruck im Landkreis Ebersberg                 | 21.59 (3.9 %)   | 1353 (0.9 %)   | 63               | [ 13 ]    | [ 14 ]  |
| Ebersberg, St                  | Wappen der Gemeinde Ebersberg           | 38 |        | Lage der Gemeinde Ebersberg im Landkreis Ebersberg             | 40.83 (7.4 %)   | 12527 (8.5 %)  | 307              | [ 15 ]    | [ 16 ]  |
| Egmating                       | Wappen der Gemeinde Egmating            | 6  | Glonn  | Lage der Gemeinde Egmating im Landkreis Ebersberg              | 19.16 (3.5 %)   | 2391 (1.6 %)   | 125              | [ 17 ]    | [ 18 ]  |
| Emmering                       | Wappen der Gemeinde Emmering            | 36 | Aßling | Lage der Gemeinde Emmering im Landkreis Ebersberg              | 17.23 (3.1 %)   | 1505 (1 %)     | 87               | [ 19 ]    |         |
| Forstinning                    | Wappen der Gemeinde Forstinning         | 18 |        | Lage der Gemeinde Forstinning im Landkreis Ebersberg           | 12.27 (2.2 %)   | 3895 (2.6 %)   | 317              | [ 20 ]    | [ 21 ]  |
| Frauenneuharting               | Wappen der Gemeinde Frauenneuharting    | 42 | Aßling | Lage der Gemeinde Frauenneuharting im Landkreis Ebersberg      | 22.69 (4.1 %)   | 1577 (1.1 %)   | 70               | [ 22 ]    | [ 23 ]  |
| Glonn, M                       | Wappen der Gemeinde Glonn               | 27 | Glonn  | Lage der Gemeinde Glonn im Landkreis Ebersberg                 | 30.23 (5.5 %)   | 5329 (3.6 %)   | 176              | [ 24 ]    | [ 25 ]  |
| Grafing bei München, St        | Wappen der Gemeinde Grafing bei München | 27 |        | Lage der Gemeinde Grafing bei München im Landkreis Ebersberg   | 29.58 (5.4 %)   | 14348 (9.7 %)  | 485              | [ 26 ]    | [ 27 ]  |
| Hohenlinden                    | Wappen der Gemeinde Hohenlinden         | 15 |        | Lage der Gemeinde Hohenlinden im Landkreis Ebersberg           | 17.32 (3.2 %)   | 3390 (2.3 %)   | 196              | [ 28 ]    | [ 29 ]  |
| Kirchseeon, M                  | Wappen der Gemeinde Kirchseeon          | 9  |        | Lage der Gemeinde Kirchseeon im Landkreis Ebersberg            | 17.91 (3.3 %)   | 10801 (7.3 %)  | 603              | [ 30 ]    | [ 31 ]  |
| Markt Schwaben, M              | Wappen der Gemeinde Markt Schwaben      | 7  |        | Lage der Gemeinde Markt Schwaben im Landkreis Ebersberg        | 10.87 (2 %)     | 13901 (9.4 %)  | 1279             | [ 32 ]    | [ 33 ]  |
| Moosach                        | Wappen der Gemeinde Moosach             | 12 | Glonn  | Lage der Gemeinde Moosach im Landkreis Ebersberg               | 18.2 (3.3 %)    | 1510 (1 %)     | 83               | [ 34 ]    | [ 35 ]  |
| Oberpframmern                  | Wappen der Gemeinde Oberpframmern       | 7  | Glonn  | Lage der Gemeinde Oberpframmern im Landkreis Ebersberg         | 18.48 (3.4 %)   | 2503 (1.7 %)   | 135              | [ 36 ]    | [ 37 ]  |
| Pliening                       | Wappen der Gemeinde Pliening            | 10 |        | Lage der Gemeinde Pliening im Landkreis Ebersberg              | 22.79 (4.1 %)   | 5982 (4.1 %)   | 262              | [ 38 ]    | [ 39 ]  |
| Poing                          | Wappen der Gemeinde Poing               | 3  |        | Lage der Gemeinde Poing im Landkreis Ebersberg                 | 12.92 (2.4 %)   | 16666 (11.3 %) | 1290             | [ 40 ]    | [ 41 ]  |
| Steinhöring                    | Wappen der Gemeinde Steinhöring         | 51 |        | Lage der Gemeinde Steinhöring im Landkreis Ebersberg           | 36.31 (6.6 %)   | 4078 (2.8 %)   | 112              | [ 42 ]    | [ 43 ]  |
| Vaterstetten                   | Wappen der Gemeinde Vaterstetten        | 7  |        | Lage der Gemeinde Vaterstetten im Landkreis Ebersberg          | 34.08 (6.2 %)   | 25596 (17.3 %) | 751              | [ 44 ]    | [ 45 ]  |
| Zorneding                      | Wappen der Gemeinde Zorneding           | 4  |        | Lage der Gemeinde Zorneding im Landkreis Ebersberg             | 23.79 (4.3 %)   | 9570 (6.5 %)   | 402              | [ 46 ]    | [ 47 ]  |